# Gerd Hartung
Gerd Hartung (* 1913 in Berlin; † 2003 ebenda) war ein deutscher Modegrafiker und Hochschullehrer.

## Leben
Gerd Hartung wurde in einem strengen preußischen Elternhaus in Berlin-Wilmersdorf, in der großbürgerlichen Uhlandstraße Ecke Kurfürstendamm im November 1913 geboren. Später berichtete er, dass ihn der großbürgerliche Kurfürstendamm sehr geprägt hatte und ihn zur „Illustration der hohen Gesellschaft“ geführt hatte. Seine Beobachtungsgabe und die Liebe zum Detail am Menschen sollten seine spätere Karriere ausmachen.
Nach erstem Zeichenunterricht besuchte Hartung 1930–1932 die Illustrations- und Modeklasse der Reimann-Schule. Ab 1934 erschienen die ersten Veröffentlichungen in Die Dame, Die Mode von Morgen, die neue linie, Beyers Modeführer, Beyers Mode für alle, Vereinigte Textil Zeitung und International Textiles. Zunächst zeichnete Hartung im linearen Stil des Art déco. Mit der Zeit gehend entwickelte er zunehmend einen freien Zeichenstil und nutzte eine Vielzahl malerischer und gestalterischer Mittel. Seine Gesichter sind individuell, selbstbewusst und ausdrucksstark. Die Zeichnungen in Tusche, Kreide, Pastell, Aquarell dienten als Inspiration für die Hersteller, später dem Unterricht, als Theaterskizze.
Seit 1946 skizzierte und berichtete Hartung für den Berliner Tagesspiegel. Darüber hinaus war er Redakteur und Mitarbeiter der Zeitschriften Sie, Die Mode, Chic, textil-zeitung, Textil-Wirtschaft, Film und Frau, Constanze, Brigitte. Von 1958 bis 1963 war Hartung wesentlich an der Gestaltung von Kollektionskatalogen für top-textile-magazin und Trevira International beteiligt.
Als Lehrer war Gerd Hartung ab 1983 am Lette-Verein und ab 1986 als Hochschullehrer an der HdK Berlin tätig mit beachtlicher Popularität. 1989 erhielt er den Preis der Berliner Modejournalisten Die Goldene Nase.
Das 1991 veröffentlichte Buch „Linienspiele“ ist eine Hommage an die Modestadt Berlin und Dokumentation seines eigenen Schaffens. 1979 war er an der Ausstellung Berliner Modezeichner im Lette-Verein beteiligt, 2004 fand eine Ausstellung seiner Zeichnungen und Kostümsammlung im Berliner Ephraimpalais statt.
Gerd Hartung starb knapp 90-jährig in der Gegend, die ihn geprägt hatte, am Kurfürstendamm, wo er im Haus Nr. 97 fünfzig Jahre lang in einer 120-m²-Wohnung inkl. selbst gestaltetem Atelier lebte.
Zeichnungen aus seinem Nachlass befinden sich unter anderem im Lette-Verein, in der Kunstbibliothek – Staatliche Museen zu Berlin (Sammlung Modebild), in der Stiftung Stadtmuseum Berlin (Sammlung Mode und Textilien) und in der Agentur akg-images.